# Beauchastel
Beauchastel är en kommun i departementet Ardèche i regionen Auvergne-Rhône-Alpes i sydöstra Frankrike. Kommunen ligger  i kantonen La Voulte-sur-Rhône som ligger i arrondissementet Privas. År 2022 hade Beauchastel 1 847 invånare.

## Befolkningsutveckling
Antalet invånare i kommunen Beauchastel
Referens: INSEE

## Galleri

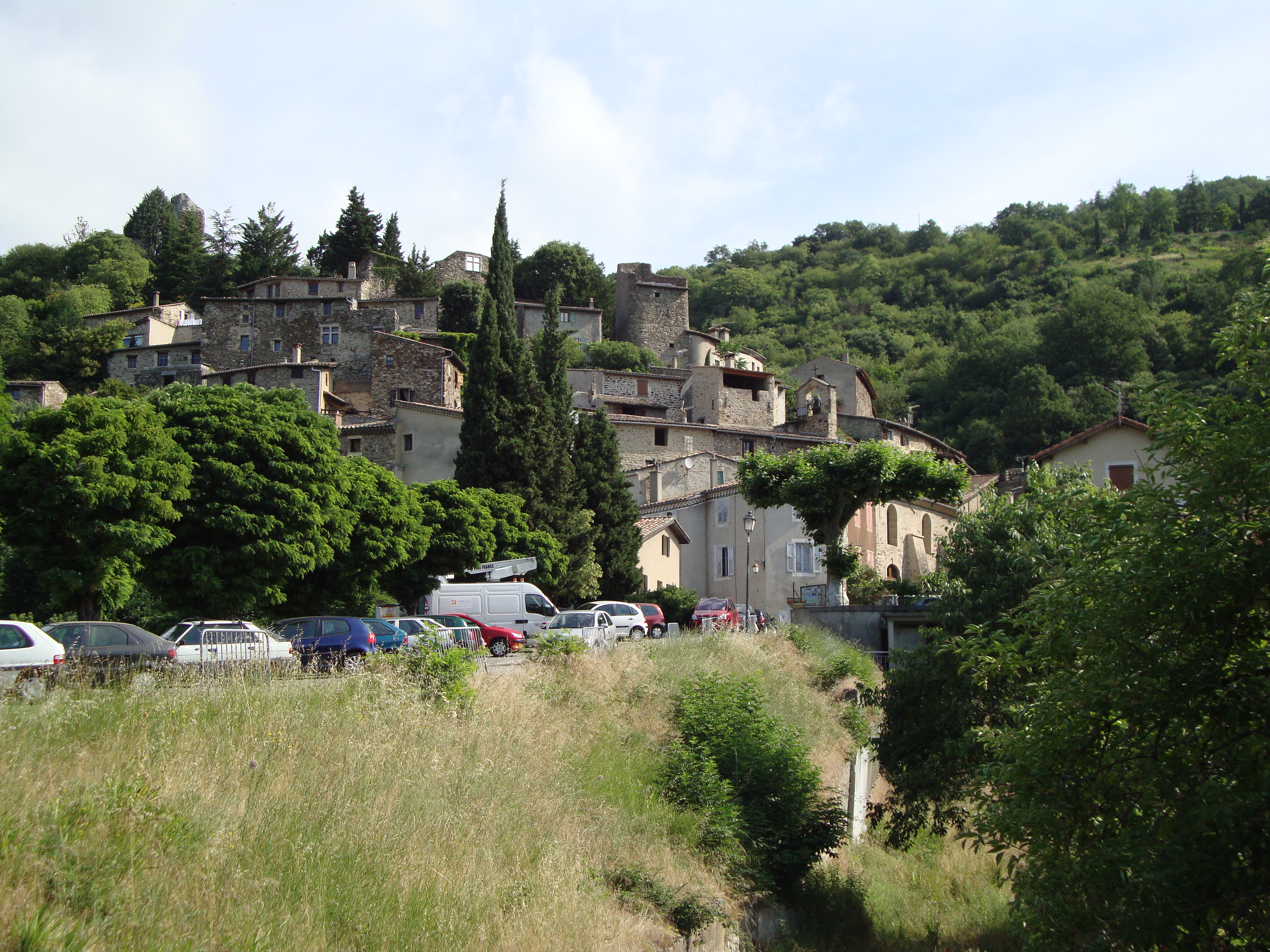
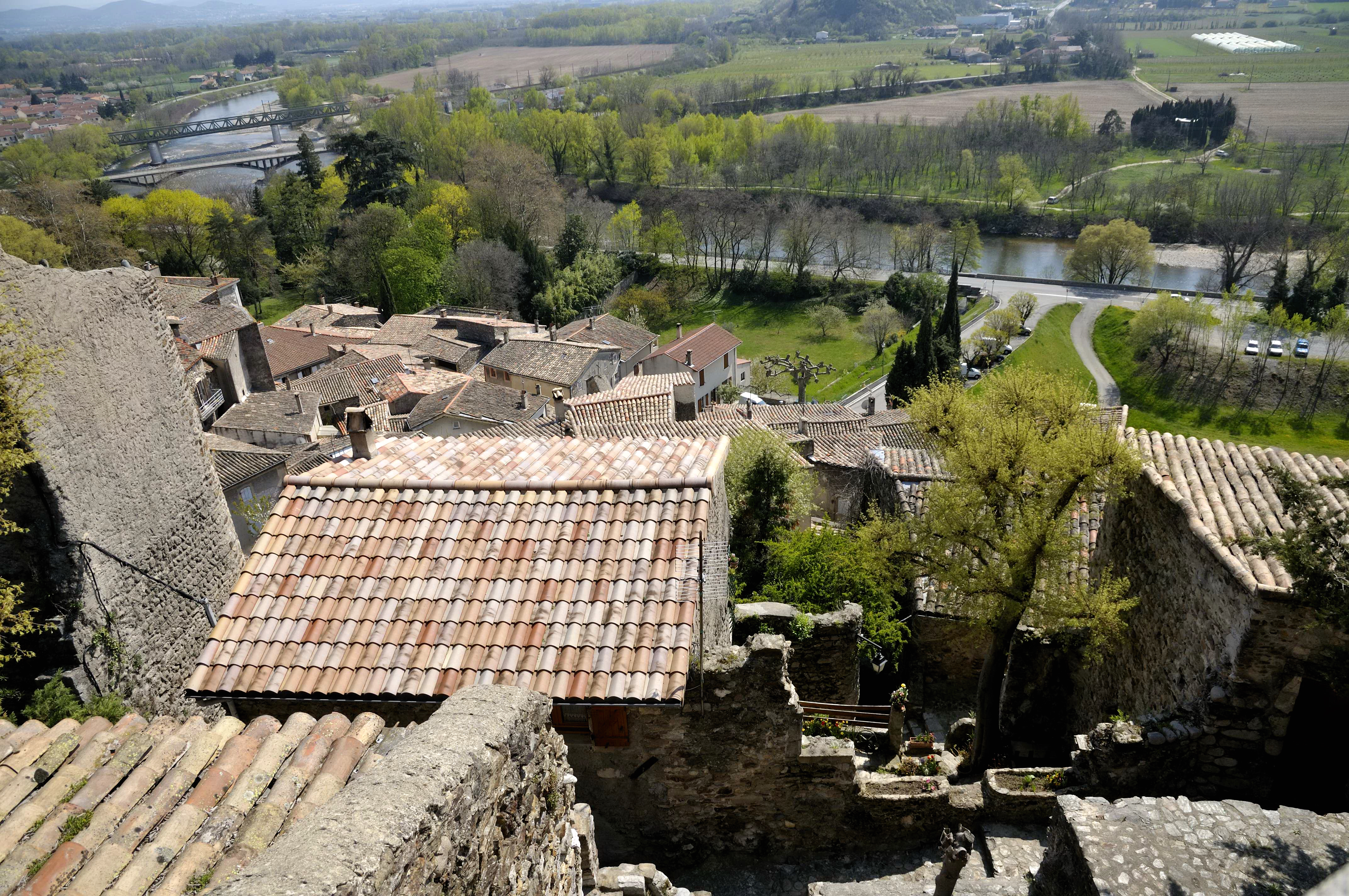
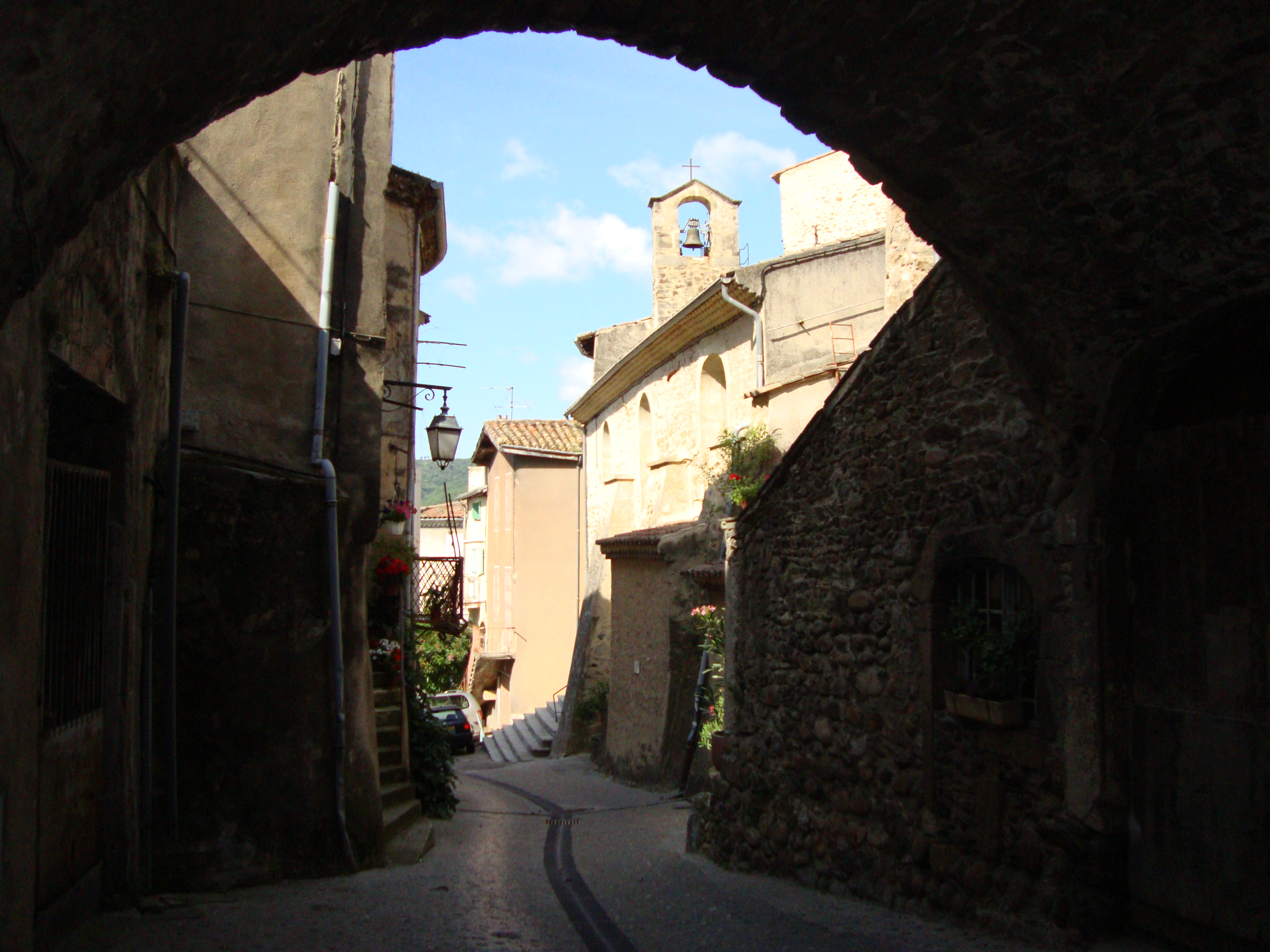
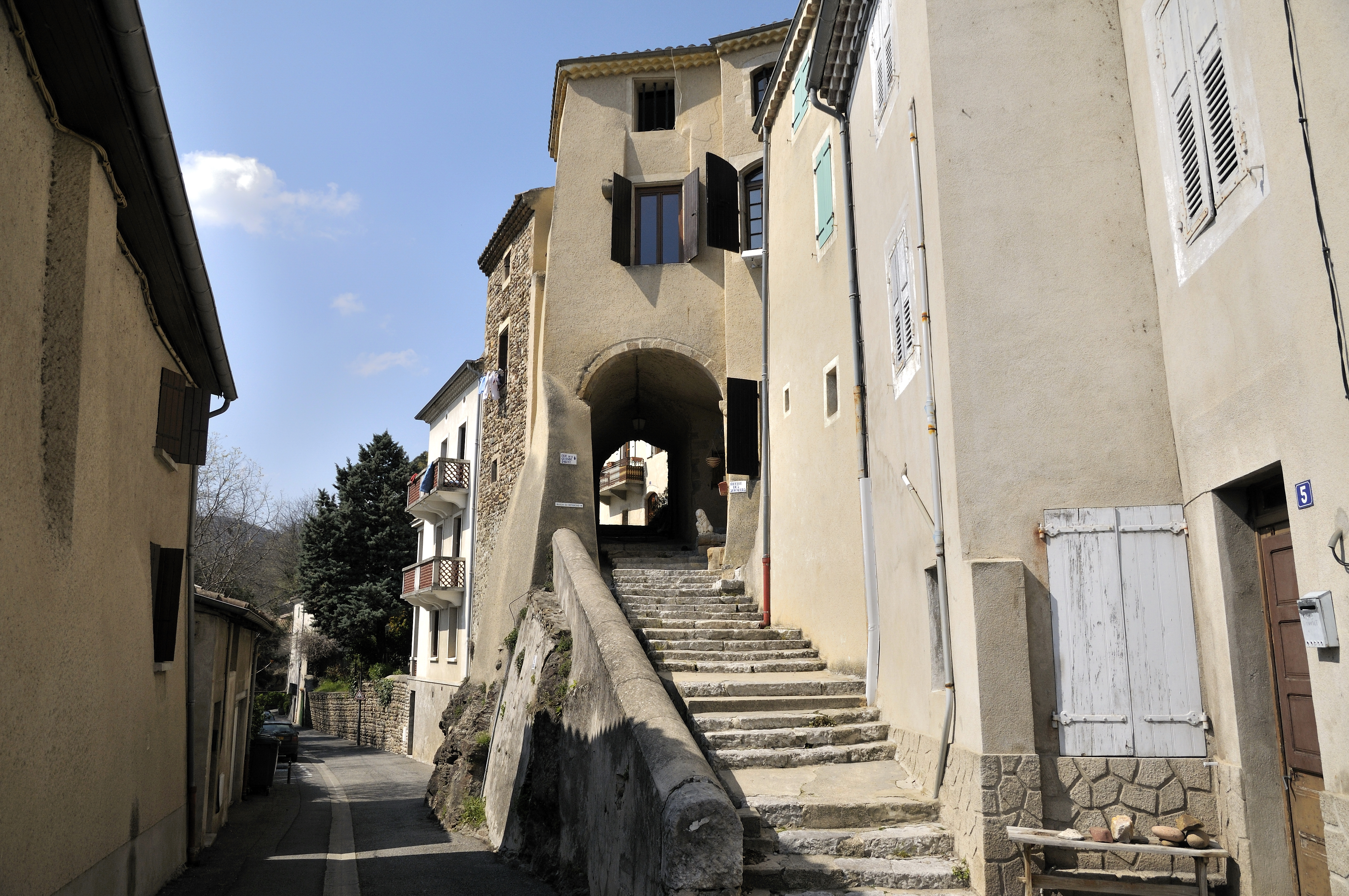
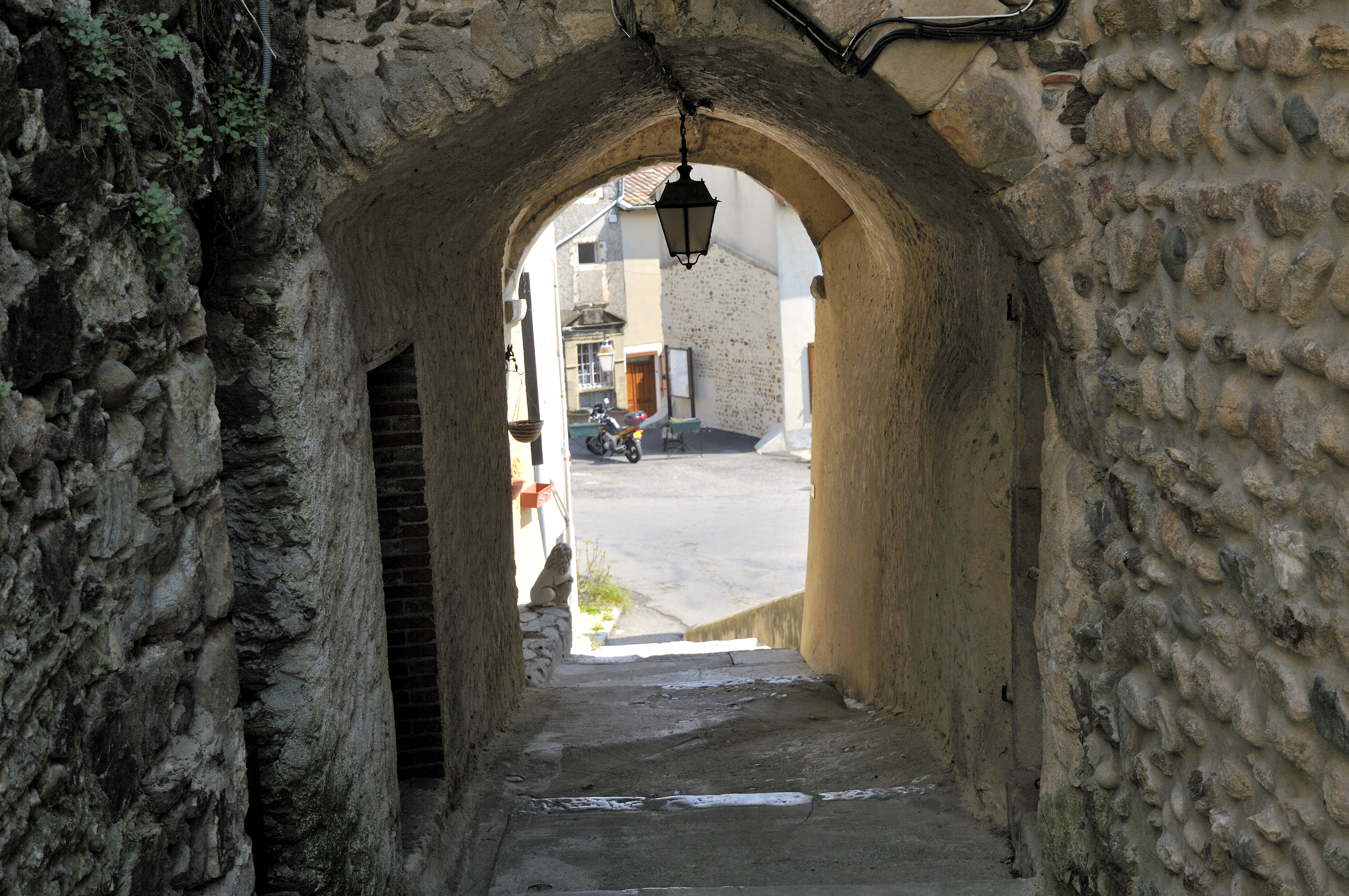
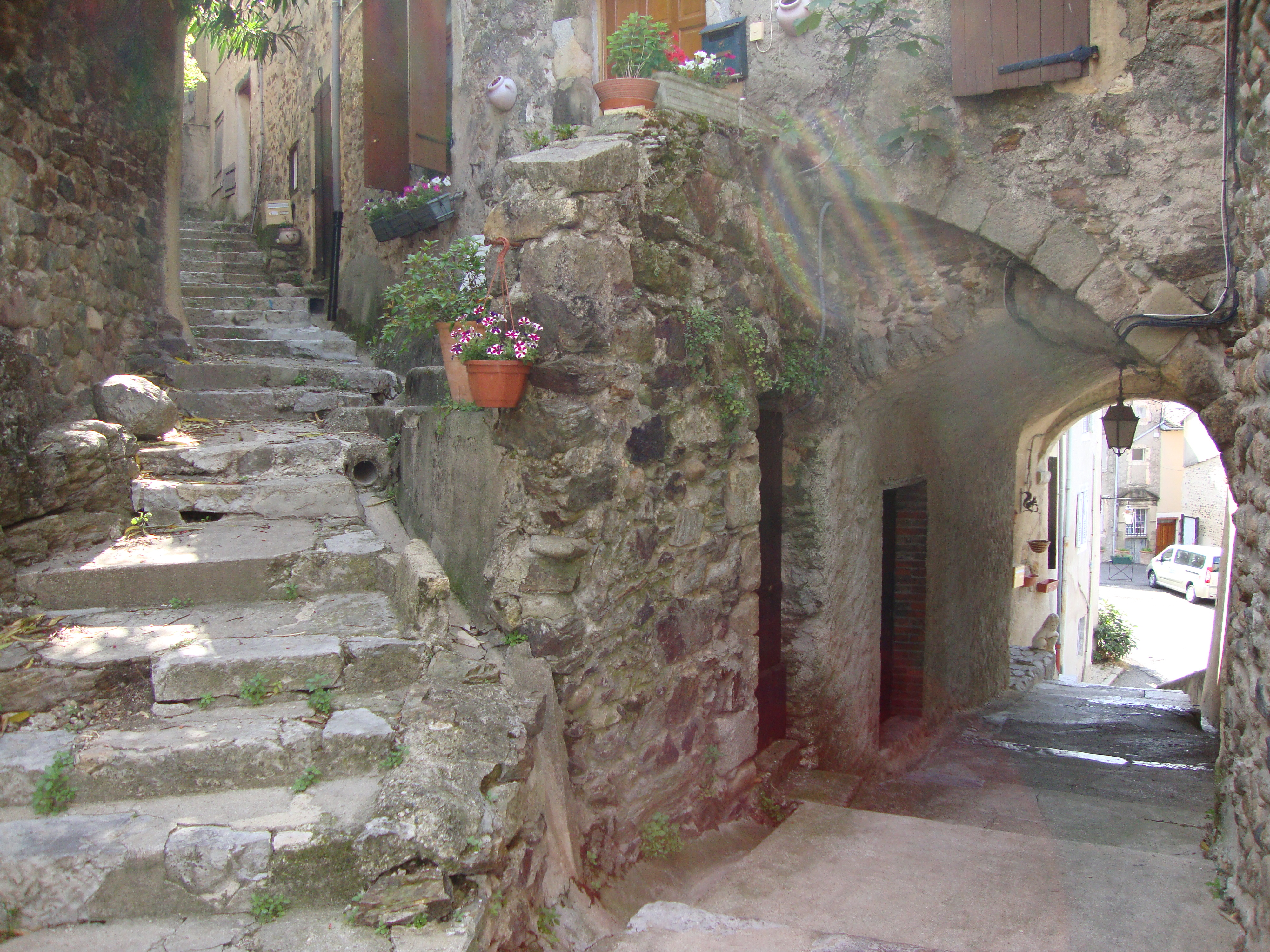
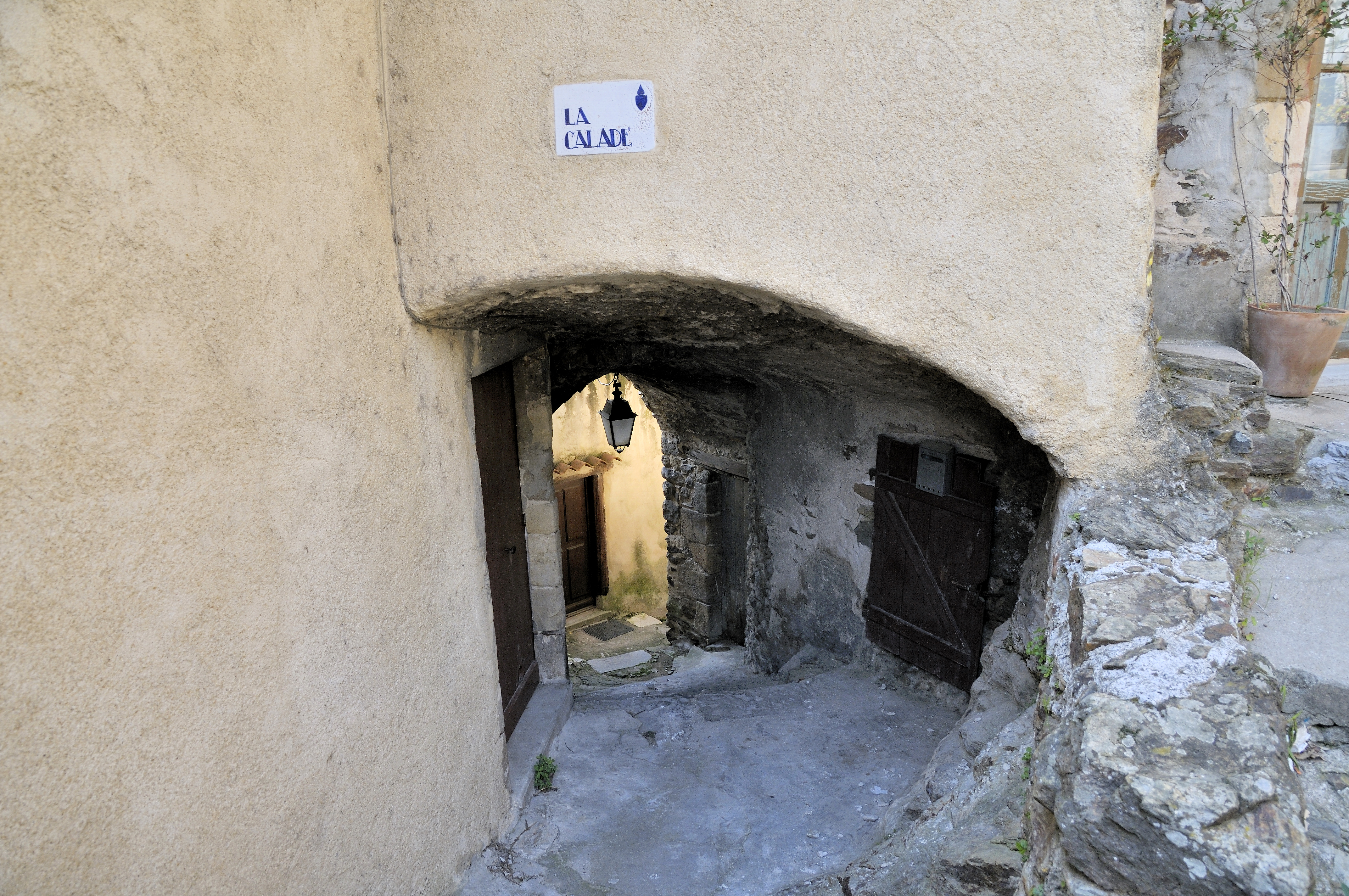
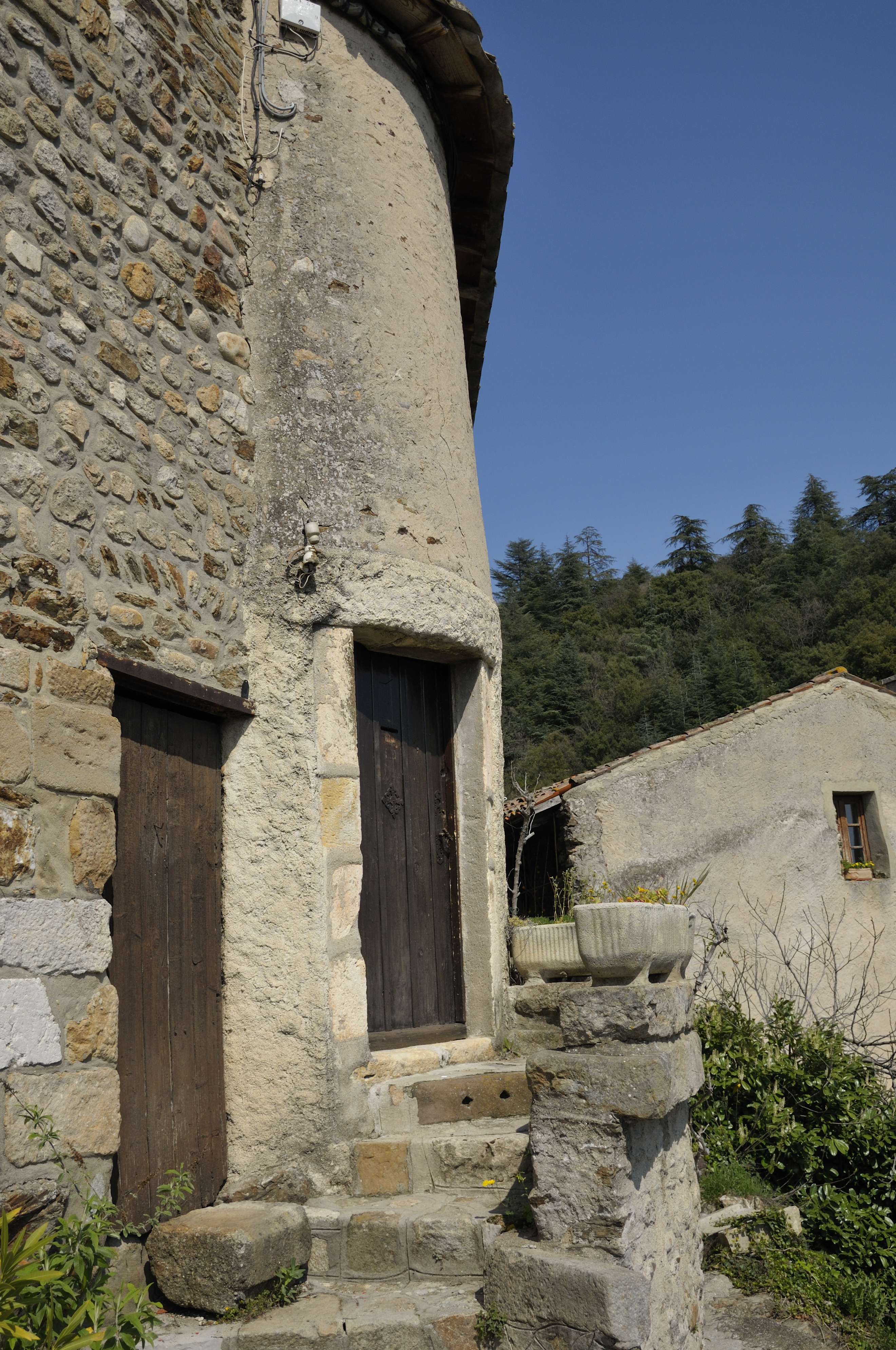
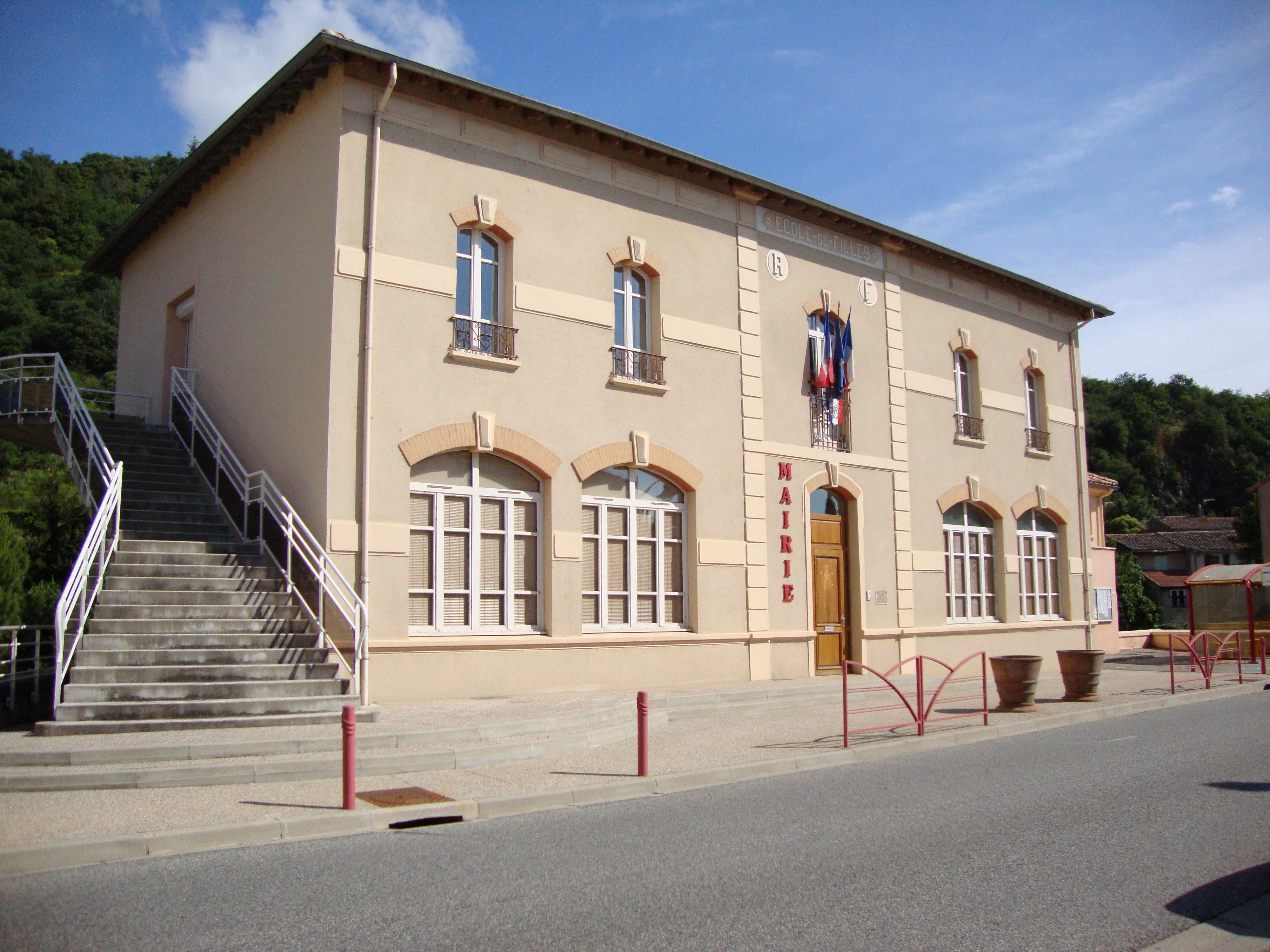
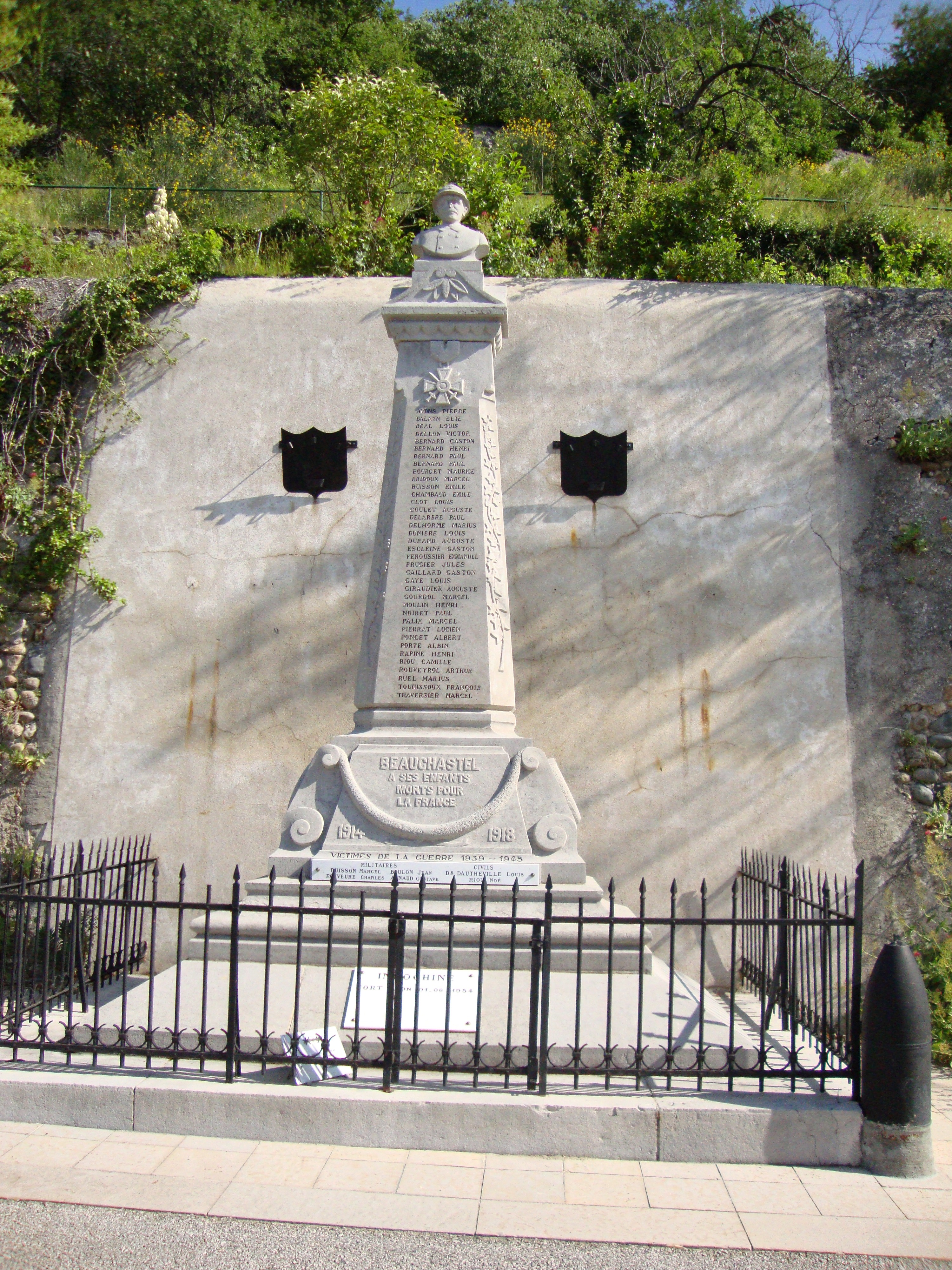
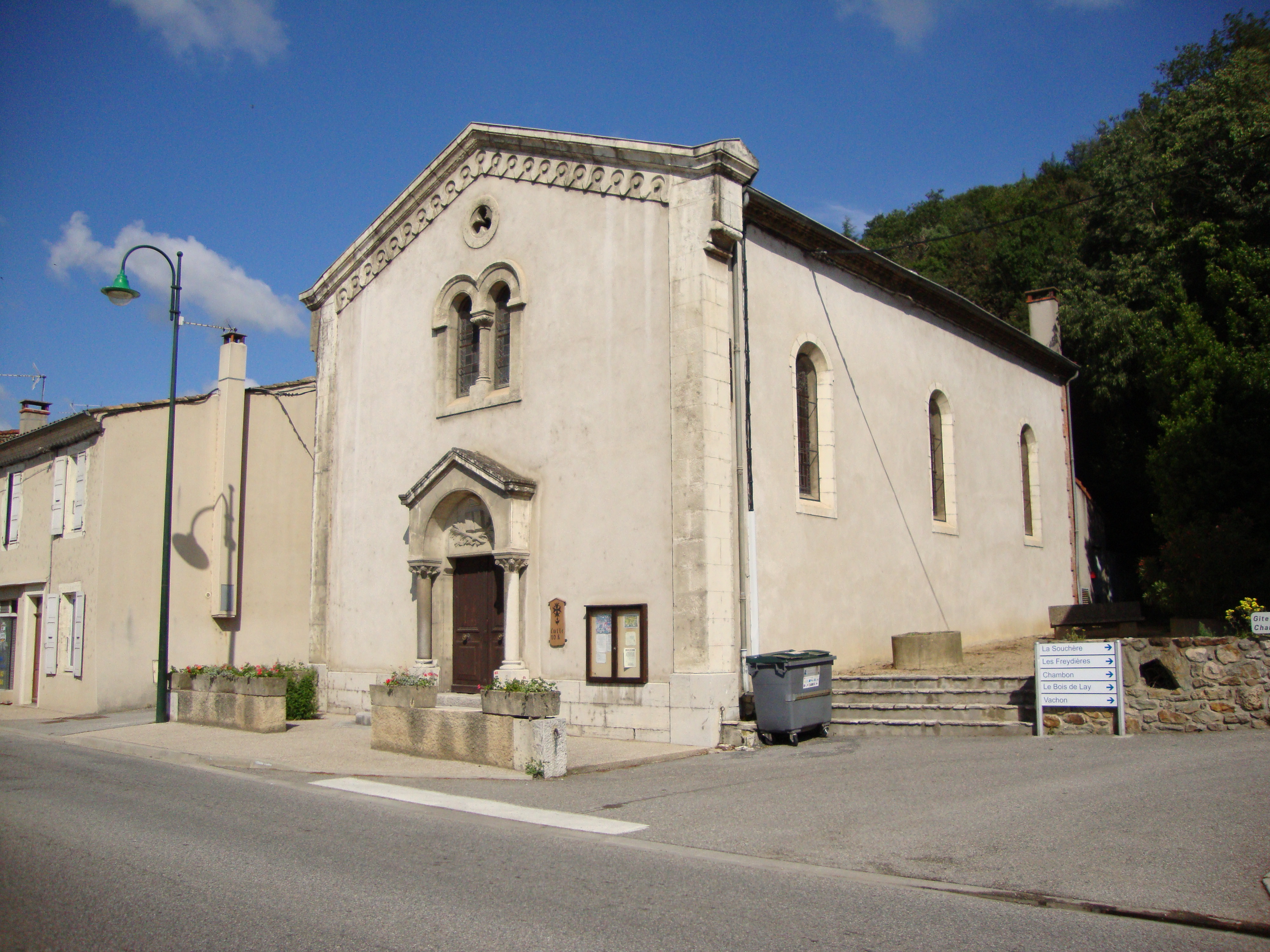
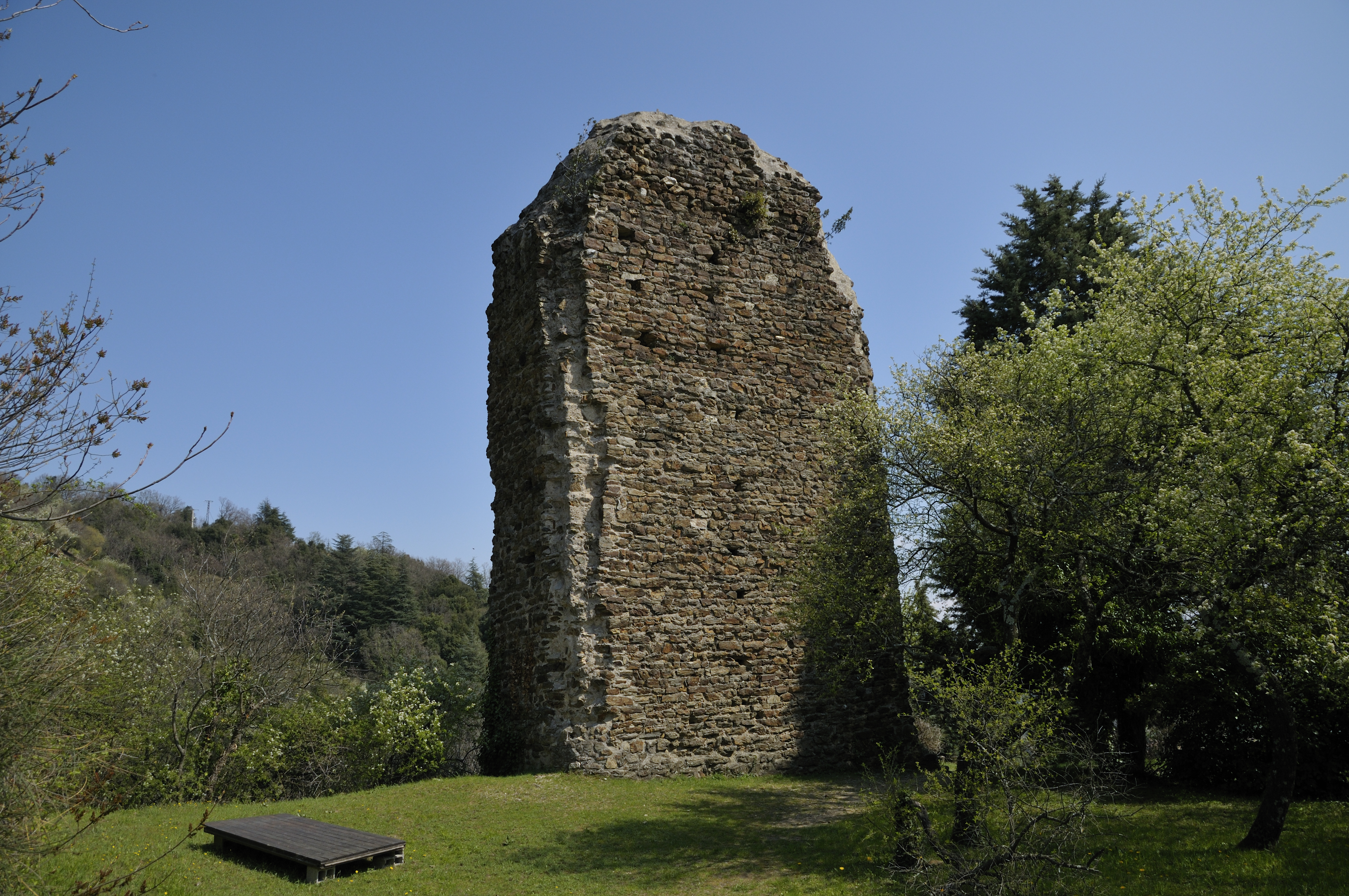